# Álvaro Erazo
Álvaro Fernando Erazo Latorre (Santiago, 15 de agosto de 1958) es un médico, académico y político chileno. Se desempeñó como ministro de Salud e intendente de la Región Metropolitana de Santiago durante el primer gobierno de la presidenta Michelle Bachelet.Actualmente se desempeña como Decano de la Facultad de Medicina y Ciencias de la Salud de la Universidad Mayor.

## Familia y estudios
Hijo de Álvaro Erazo Corona y de Lucía Eugenia Latorre Salinas. Realizó sus estudios superiores en medicina, con la especialidad de pediatra. Luego, cursó un magíster en ciencias del Instituto de Nutrición y Tecnología de los Alimentos (INTA) de la Universidad de Chile, y un posgrado en epidemiología avanzada en el Instituto Nacional de Salud de México-Universidad Johns Hopkins, de Estados Unidos.
Se casó con la asistente social María Soledad Espinoza Cuevas en 1983, divorciándose en 2014. Con ese matrimonio tuvo tres hijos; Joaquín, Daniela y Camila.

## Carrera política y pública
Militante del Movimiento de Izquierda Revolucionaria (MIR) durante su época universitaria, fue dirigente de la Federación de Estudiantes de la Universidad de Chile (FECh) en los años 1980, periodo en el que incluso fue procesado por la «Ley de Seguridad del Estado» por su participación en diversas protestas contra la dictadura militar del general Augusto Pinochet. Luego se hizo militante del Partido Socialista (PS).
Durante el gobierno del presidente Eduardo Frei Ruiz-Tagle, entre 1994 y 1998, fue jefe de gabinete de la Subsecretaría de Salud, periodo en que fue presidente de la Comisión de Fortalecimiento Institucional de Salud Ambiental (1995-1996) y de la Comisión de Fortalecimiento de la Salud Ocupacional (1996-1997), ambos dependientes del Ministerio de Salud (Minsal).
A continuación, entre 1998 y 2000 ejerció como subsecretario de Salud, y entre 2000 y 2006 como director nacional del Fondo Nacional de Salud (Fonasa), bajo el gobierno del presidente Ricardo Lagos. Participó en el Consejo AUGE y en la Comisión de Reforma a la Salud (2001-2005).
En abril de 2006 fue designado por Michelle Bachelet como director de BancoEstado, junto a Nicolás Eyzaguirre, Francisco Vidal y Sergio Páez. Paralelamente asumió la dirección del Servicio Médico Legal (SML), donde llegó para resolver la crisis gatillada por los errores de identificación de los restos de los ejecutados políticos del Patio 29 del Cementerio General.
El 5 de enero de 2007 se convirtió en el primer socialista en llegar a la Intendencia Metropolitana desde 1973, nombrado por la presidenta Michelle Bachelet. Dejó ese cargo el 6 de noviembre de 2008 para asumir como ministro de Salud, tras la renuncia de María Soledad Barría. Durante su gestión debió enfrentar dos emergencias de sanidad pública, como lo fueron los brotes de listeriosis de 2008-2009, y el brote de gripe A (H1N1), además de problemas en ciertos hospitales públicos. Cesó en el cargo el 11 de marzo de 2010.
Tras el fin del gobierno, entre 2011 y 2016 se desempeñó como director del holding Bulpa (exIsapre Cruz Blanca), y ha sido consultor internacional y profesor asociado de la Pontificia Universidad Católica de Chile. Durante el segundo gobierno de Sebastián Piñera, en abril de 2020 fue convocado como miembro del comité asesor convocado por el Minsal para enfrentar la pandemia de COVID-19.
En noviembre de ese año fue candidato en las primarias de Unidad Constituyente para gobernador regional metropolitano en representación del PS, siendo derrotado por Claudio Orrego.
El 15 de julio de 2025 asumió como Decano de la Facultad de Medicina y Ciencias de la Salud de la Universidad Mayor.

## Historial electoral

### Elecciones Primarias de gobernadores regionales de Unidad Constituyente de 2020
Véase Primarias de gobernadores regionales de Unidad Constituyente de 2020 Región Metropolitana.

### Elecciones parlamentarias de 2021
- Elecciones parlamentarias de 2021, candidato a diputado por el distrito 9 (Cerro Navia, Conchalí, Huechuraba, Independencia, Lo Prado, Quinta Normal, Recoleta y Renca)[15]

| Candidato                  | Pacto                    | Partido | Votos  | %     | Resultados |
| -------------------------- | ------------------------ | ------- | ------ | ----- | ---------- |
| Karol Cariola Oliva        | Apruebo Dignidad         | PCCh    | 78 719 | 23,60 | Diputada   |
| Jorge Durán Espinoza       | Chile Podemos Más        | RN      | 21 794 | 6,53  | Diputado   |
| Maite Orsini Pascal        | Apruebo Dignidad         | RD      | 19 040 | 5,71  | Diputada   |
| Pablo Maltés Biskupovic    | Dignidad Ahora           | PH      | 16 106 | 4,83  |            |
| José Meza Pereira          | Frente Social Cristiano  | PRCh    | 14 737 | 4,42  | Diputado   |
| Érika Olivera de la Fuente | Chile Podemos Más        | ILAA    | 13 803 | 4,14  | Diputada   |
| Carlos Castro Fuentealba   | Independientes Unidos    | CU      | 12 565 | 3,77  |            |
| Elizabeth Ñanco Lincopi    | Partido Ecologista Verde | PEV     | 9183   | 2,75  |            |
| Boris Barrera Moreno       | Apruebo Dignidad         | PCCh    | 7763   | 2,33  | Diputado   |
| Álvaro Erazo Latorre       | Nuevo Pacto Social       | PS      | 5707   | 1,71  |            |
| Natalia Castillo Muñoz     | Nuevo Pacto Social       | ILAH    | 4137   | 1,21  |            |
| Andrés Giordano Salazar    | Apruebo Dignidad         | ILAR    | 2842   | 0,85  | Diputado   |